# Бабенко Ніна Іванівна
Ніна Іванівна Бабенко (до шлюбу Срібна; 29 жовтня 1939, село Шевченкове Решетилівського району Полтавської області — 18 вересня 2009, село Шевченкове Решетилівського району Полтавської області) — українська радянська діячка, новаторка сільськогосподарського виробництва, доярка, завідувачка тваринницької ферми колгоспу імені Жданова Решетилівського району Полтавської області. Депутатка Верховної Ради УРСР 6—8-го скликань. Герой Соціалістичної Праці (22.03.1966).

## Біографія
Народилася в селянській родині Івана Срібного. У 1954 році закінчила Шевченківську семирічну школу Решетилівського району Полтавської області. 
З 1954 року — телятниця, а з 1957 року — доярка колгоспу імені Жданова села Шевченкове Решетилівського району Полтавської області.
Трудову школу проходила в славетної доярки, Героя Соціалістичної Праці Катерини Коваленко. У 1958 році Ніна Срібна надоїла від кожної закріпленої за нею корови по 4004 кг молока, у 1959 році — по 5559 кг, у 1960 році — по 6754 кг молока.
Освіта середня спеціальна. Закінчила Хомутецький зооветеринарний технікум Полтавської області.
Член КПРС.
З 1964 року — завідувачка молочнотоварної ферми колгоспу імені Жданова (потім — імені Леніна) села Шевченкове Решетилівського району Полтавської області.
Впроваджуючи досягнення зоотехнічної науки і передовий досвід, домоглася поліпшення організації праці на фермі, підвищення надоїв молока. У 1970 році надій від кожної корови на фермі становив 3910 кілограмів молока.
Звання Героя Соціалістичної Праці присвоєно Указом Президії Верховної Ради СРСР від 22 березня 1966 року за успіхи в розвитку тваринництва, збільшення виробництва і заготівель молока і м'яса.
Обиралася делегаткою XIV з'їзду ВЛКСМ (1962) і XX з'їзду ЛКСМУ (1966).
З 1994 року — на пенсії в селі Шевченкове Решетилівського району Полтавської області.

## Нагороди
- Герой Соціалістичної Праці (22.03.1966);
- орден Леніна (22.03.1966);
- орден Трудового Червоного Прапора;
- медаль «За доблесну працю»;
- мала золота медаль ВДНГ;
- мала срібна медаль ВДНГ;
- Почесна грамота Президії Верховної Ради Української РСР (7.03.1960).